# Кичигин, Сергей Александрович
Сергей Александрович Кичигин (14 декабря 1951, Горький, РСФСР, СССР — 9 января 2019, Москва, Россия) — советский и украинский журналист, предприниматель. Основатель и главный редактор украинской газеты «2000» (1999—2019) и газеты «Киевские ведомости» (1992—1996). Главный редактор и издатель журнала Foreign Affairs Chronicles. Кандидат исторических наук (1983).

## Биография
В 1974 году окончил Военный институт иностранных языков. Проходил службу в рядах Советской армии. Старший преподаватель кафедры иностранных языков (преподавал китайский язык) сначала в РГВВДКУ, затем в Киевском высшем общевойсковом командном училище им. Фрунзе. Редактировал журнал о кино «Вавилон», печатался в газете «Вечерний Киев» (псевдоним Тойма).
В 1983 году защитил диссертацию на степень кандидата исторических наук в Киевском национальном университете имени Тараса Шевченко. Тема диссертации — «Проблемы военно-политического блокирования Китая с империализмом (вторая половина 70-х — начало 80-х годов» (на русском языке). В 1987 году стал участником советского «Марша мира» от Вашингтона до Сан-Франциско. Под влиянием поездки в США решил начать делать бизнес на Украине. За эти «мелкобуржуазные проявления» был исключён из коммунистической партии.
В конце 1980-х гг. публиковал регулярные колонки в газете Вечерний Киев под псевдонимом Сергей Тойма, который раскрыл в одной из публикаций.
В 1992 году основал газету «Киевские ведомости», в 1999 — еженедельник «2000».
Сергей Александрович Кичигин скончался 9 января 2019 года в Боткинской больнице в Москве после тяжёлой и продолжительной болезни.

## Книги
- Отрута масовим тиражем [на укр. яз.- Яд массовым тиражом]. — К., 1984. — 264 с.
- Война в четвёртом измерении. — М., 1989. — 301 с.
- Два цвета радуги (повесть-сказка). — М., 1988. — 253 с. (соавтор Т. И. Яблонская).
- Один шанс из одного. — М., 1991. — 253 с. (соавтор А. М. Сердюк).
- Полёт яблока. — М., 1988. — 332 с.
- «Шквал» против «Барбаросса». — М., 1991. — 155 с.